# Похмурі небеса
«Похмурі небеса» (англ. Dark Skies) — американський кінофільм режисера і сценариста Скотта Чарльза Стюарта, що вийшов в світовий прокат 21 лютого 2013 року.

## Сюжет
У мирне життя сім'ї Баррет приходить щось, що перетворює їх життя на пекло. Мати і батько розуміють, що якась субстанція у вигляді трьох сірих постатей загрожує їх дітям Джесі і Семмі, і відчайдушно намагаються зрозуміти причини появи невідомого і способи, що дозволять їм захистити дітей.

## У ролях
| Актор          | Роль           |
| -------------- | -------------- |
| Кері Расселл   | Люсі Барретт   |
| Джош Хемілтон  | Деніел Барретт |
| Дакота Гойо    | Джессі Барретт |
| Кадан Роккет   | Сем Барретт    |
| Дж. К. Сіммонс | Едвін Поллард  |
| Рик Хатчмен    | Майк Джессоп   |

## Відгуки та критика
На сайті Metacritic на основі 13 оглядів фільм має рейтинг 48 %. Майкл О'Салліван з The Washington Post виставив фільму Стюарта 2 зірки з 4 можливих. У статті для New York Times Ендрю Уебстер відзначає, що творці «Похмурих небес» «спрацювали з неперевершеною спритністю».

## Знімальна група
- Режисер — Скотт Чарльз Стюарт
- Сценарист — Скотт Чарльз Стюарт
- Продюсер — Джейсон Блум, Жанетт Брілл, Бейлі Конуей
- Композитор — Джозеф Бішара